# マイケル・スチュアート (ミュージシャン)
マイケル・スチュワート（Michael Stewart、本名・マイケル・ガッセン・スチュワート、1945年4月19日 - 2002年11月13日）は、アメリカのミュージシャン、ソングライター、音楽プロデューサー。フォークロック・バンド、ウィ・ファイヴ（We Five）のオリジナル・メンバー。ギタリストとして活躍し、グラミー賞のノミネート経験もある。音楽プロデューサーとしては、ビリー・ジョエルの『ピアノ・マン』などを手掛け、トム・ジョーンズやケニー・ランキンなどのアーティストをプロデュースしたことで知られる。
複雑なハーモニーを用いたことで知られるウィ・ファイヴは「You Were on My Mind」をリリースし、キャッシュボックス・チャートで1位、Billboard Hot 100で3位になった（この曲は昔ながらのエアプレイ・リストで今でも人気がある）。最優秀新人グラミー賞にノミネート。翌年、彼らは「Let's Get Together」でトップ40・ヒットを記録した。

## 人物
スチュワートは、キングストン・トリオのかつてのメンバーであり、後にシンガーソングライターとして成功したジョン・スチュワート（1939年–2008年）の兄であり、アバンギャルド・グループであるシュシュ（Xiu Xiu）の代表メンバーを務めるジェイミー・スチュワートの父である。
1990年代初頭には一度音楽業界を離れ、コンピュータープログラマーとして活動した。スチュワートは、ミュージシャンやアレンジャーに向けて、DigidesignとAdobeのためにシステムを設計した。彼の技術的な創造物には、PC用のセッション8・デジタル・オーディオ・ワークステーション、インパルス・ドラム・トリガー、ジョージ・ダリー（George Daly）と共同設計したフィール・ファクトリー、コンピュータ化された音楽デバイスに人間のテンポに従うよう指示するヒューマン・クロックなどがある。
一度、音楽業界を離れたスチュワートだったが、後に息子であるジェイミーのバンド、インデストラクティブル・ビート・オブ・パロ・アルト（The Indestructible Beat of Palo Alto、通称・IBOPA）でベースを演奏した。
スチュワートは、2002年11月13日に亡くなったと伝えられており、長い期間病気を患い、闘病していたという。しかし、ジェイミーは父の死が自殺であることを認めている。
書籍『Wounds to Bind: A Memoir of the Folk-Rock Revolution』は、ウィ・ファイヴの共同創設者であるジェリー・バーガンによる、スチュワートとの子供時代の友情を取り入れた回想録であり、スチュワートの生、死、創造力について熟考している。